# Andrena wilkella

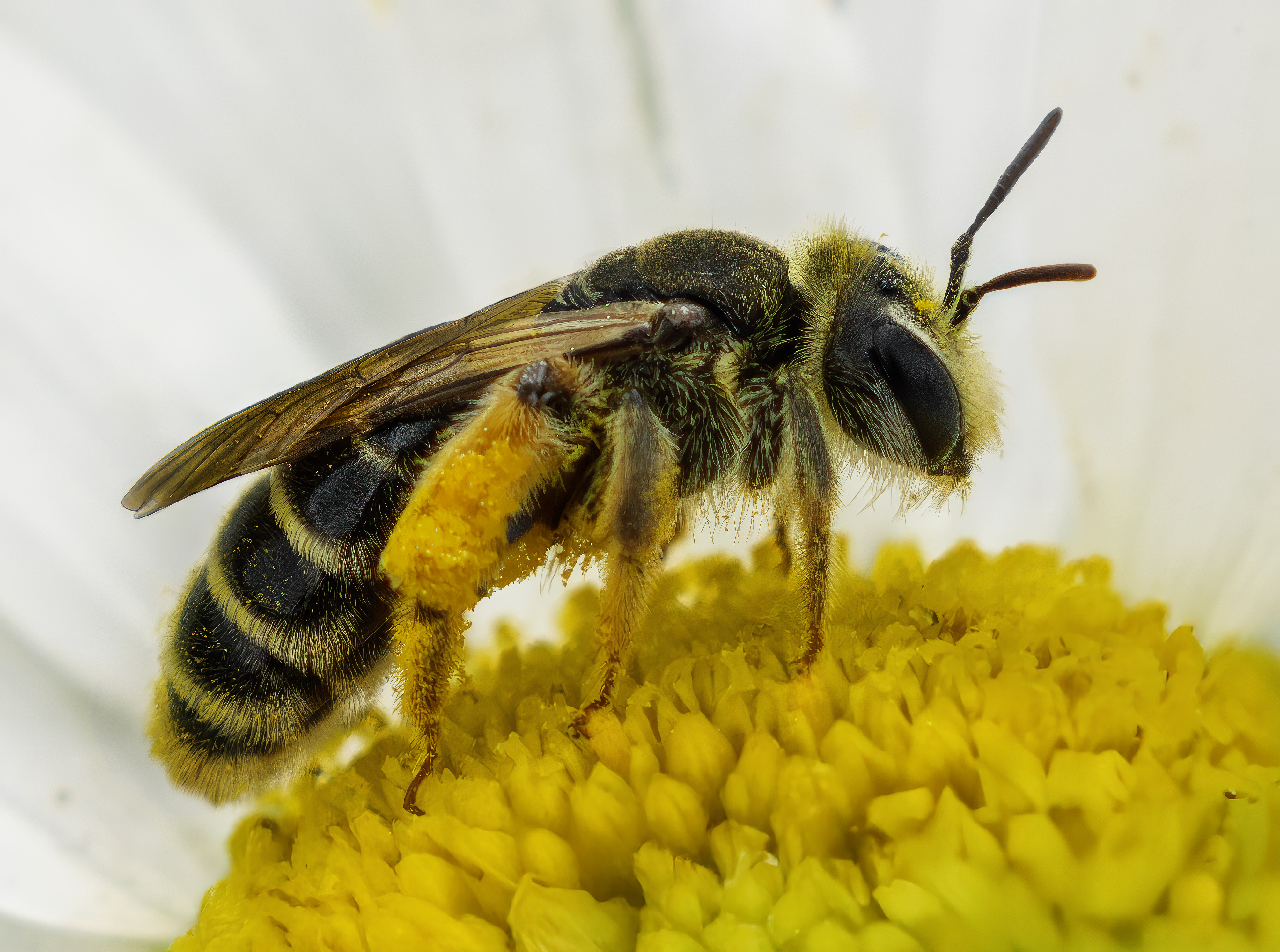
Andrena wilkella mái

Andrena wilkella là một loài Hymenoptera trong họ Andrenidae. Con mái dài 11 mm, con trống dài 10 mm. Ở Bắc Mỹ, nó phân bổ từ Nova Scotia đến Quebec và những bang của Mỹ: Wisconsin, Ohio, Maryland. Nó xuất hiện từ tháng 4 đến tháng 8.